# Mathieu Heijboer
Mathieu Heijboer (* 4. Februar 1982 in Dordrecht) ist ein niederländischer Sportlicher Leiter und ehemaliger Radrennfahrer.

## Sportliche Laufbahn
Mathieu Heijboer gewann 2002 das niederländische Eintagesrennen Grand Prix Wieler Revue. 2003 ging er zu der Mannschaft Löwik-Tegeltoko und wechselte nach einem Jahr zu dem Farmteam des niederländischen Radsport-Teams Rabobank. Hier konnte er 2005 den Prolog der Boucles de la Mayenne für sich entscheiden. 2006 bis 2008 fuhr Heijboer für die französische ProTour-Équipe Cofidis. 2007 startete er beim Giro d’Italia, den er aber nicht beendete. Ende der Saison 2008 beendete er seine aktive Karriere wegen gesundheitlicher Probleme mit seinem rechten Bein.

## Berufliches
Anschließend wurde Heijboer Trainer beim Team Rabobank, später Team Lotto NL-Jumbo. Dort ist er als Sportlicher Leiter sowie als Zeitfahrtrainer tätig (Stand 2016).

## Erfolge
2004
- Mainfranken-Tour

2005
- Prolog Boucles de la Mayenne
- Chrono Champenois – Trophée Européen

## Teams
- 2003 Löwik-Tegeltoko
- 2004 Rabobank TT3
- 2005 Rabobank Continental
- 2006 Cofidis
- 2007 Cofidis
- 2008 Cofidis